# سيميون ستيوارت
سيميون ستيوارت (بالإنجليزية: Simeon Stuart)‏ هو ممثل بريطاني (وحمل سابقاً جنسية المملكة المتحدة لبريطانيا العظمى وأيرلندا)، ولد في 1864، وتوفي في 1939.

## وصلات خارجية
- سيميون ستيوارت على موقع IMDb (الإنجليزية)
- سيميون ستيوارت على موقع قاعدة بيانات الفيلم (الإنجليزية)